# Santa Filomena (Piauí)

Ubicación de Santa Filomena en Piauí.

Santa Filomena es una ciudad y municipio del estado de Piauí , Brasil . Se encuentra en la microrregión de Alto Parnaíba Piauiense, región media del sudeste de Piaui . La ciudad tiene cerca de 5.999 habitantes (censo de 2007) y 5.391 km ².

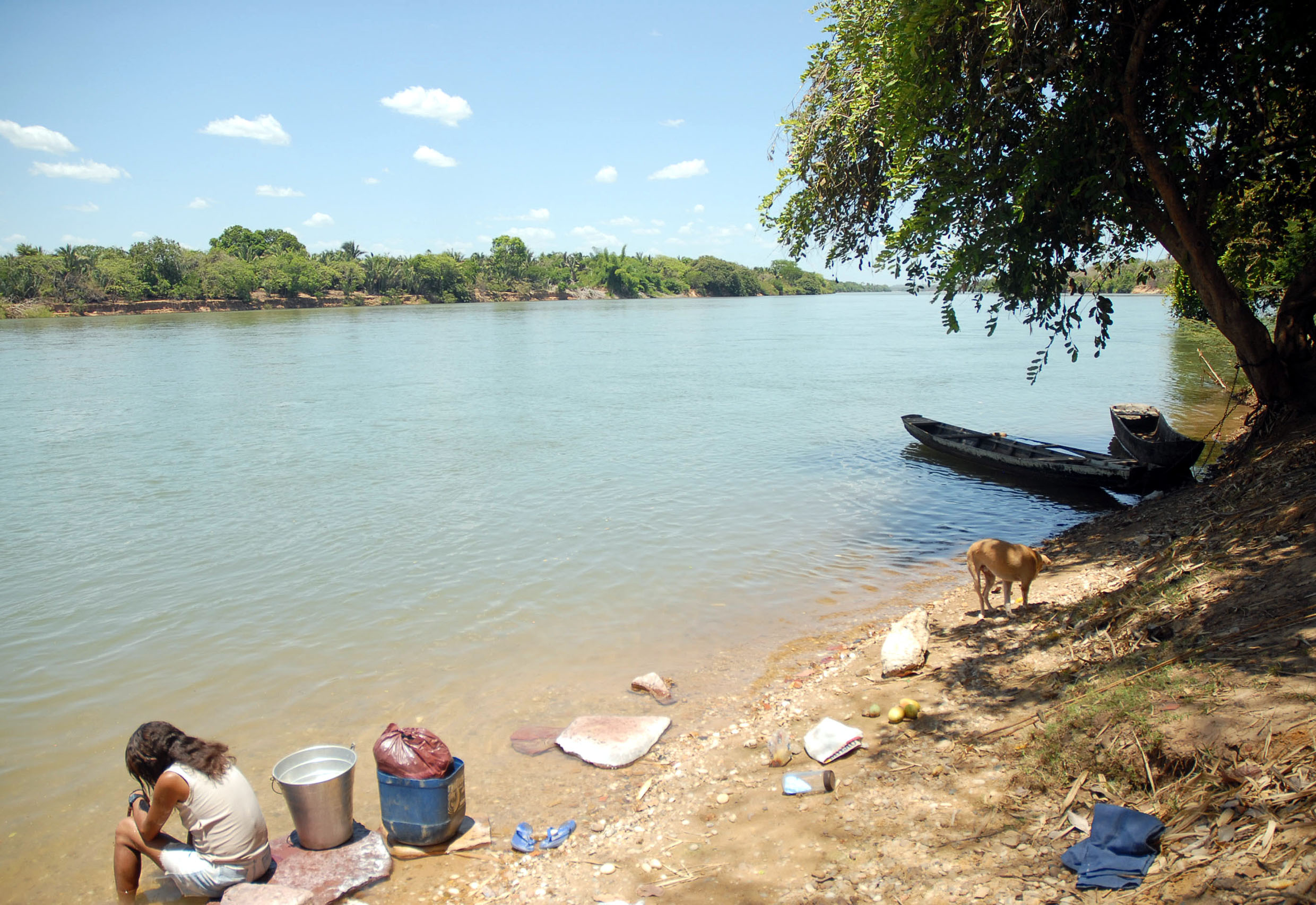
El Río Parnaíba cruza por Santa Filomena

La ciudad tiene un alto potencial agrícola y es un importante productor de soja , arroz y algodón. La ciudad está bañada por el Río Parnaíba divisor con el municipio de Alto Parnaíba, estado de Maranhão. Cuenta con varios balnearios naturales, que más a menudo se disfrutan en las vacaciones de julio para sus residentes, por los estudiantes que viven o estudian fuera. En agosto marcan las fiestas de la Patrona de la ciudad que tiene el mismo nombre, en cuyo caso la tranquila ciudad recibe a los visitantes detrás del evento religioso lleno de gente. La economía se centra principalmente en la agricultura. Santa Filomena se encuentra en el extremo oeste de Piauí , en la curva del Río Parnaíba.
- Datos: Q2340263
- Multimedia: Santa Filomena (Piauí) / Q2340263